# A Resistência
A Resistência é um romance brasileiro escrito por Julián Fuks e publicado em 2015 pela editora Companhia das Letras.
O livro conta a história de uma família de intelectuais argentinos que vieram para o Brasil após o golpe militar na Argentina em 1976 e adotam uma criança e, posteriormente, têm outros filhos biológicos. A complexidade desta relação é analisada por Sebástian, o irmão mais novo, que, a partir do entendimento da história de seus pais e dos sentimentos de seu irmão adotivo, busca reescrever esse enredo familiar.
A obra pode ser considerada uma autoficção, já que os pais de Fuks, os psicanalistas argentinos Mario e Lucia Barbero Fuks, realmente se mudaram para o Brasil em 1977 fugindo da ditadura argentina e adotaram um rapaz (Emi, irmão mais velho do autor), que foi a inspiração direta para o romance.
Em 2016, A Resistência ganhou o Prêmio Jabuti nas categorias "Romance" e "Livro do Ano Ficção" (destinada a laurear o melhor livro entre os primeiros colocados nas categorias de ficção). O livro também ficou em segundo lugar no Prêmio Oceanos e, em 2017, ganhou o Prémio Literário José Saramago. Em 2019, a obra ganhou novamente o Prêmio Jabuti, desta vez na categoria "Livro Brasileiro Publicado no Exterior" por sua edição britânica, publicada pela editora Charco Press no ano anterior.